# Сафорд
Сафорд (на английски: Safford) е град в окръг Греъм, щата Аризона, САЩ. Сафорд е с население от 9224 жители (2007) и обща площ от 20,6 km². Намира се на 889 m надморска височина. ЗИП кодът му е 85546, 85548, а телефонният му код е 928.